# Лучинский сельский округ
Лучинский сельский округ — упразднённая административно-территориальная единица, существовавшая на территории Истринского района Московской области в 1994—2006 годах.
Лучинский сельсовет был образован в первые годы советской власти. По данным 1919 года он входил в состав Лучинской волости Звенигородского уезда Московской губернии.
14 января 1921 года Лучинская волость была передана в Воскресенский уезд.
В 1923 году к Лучинскому с/с был присоединён Сычевский с/с, но в 1927 году он был выделен обратно.
По данным 1926 года в состав сельсовета входило село Лучинское, деревню Слабошеино, посёлок Ново-Иерусалимский, 3 кирпичных завода, торфоразработки и Октябрьскую больницу.
В 1929 году Лучинский с/с был отнесён к Воскресенскому району Московского округа Московской области.
В 1930 году к Лучинскому с/с был присоединён Сычевский с/с.
31 августа 1930 года Воскресенский район был переименован в Истринский.
17 июля 1939 года к Лучинскому с/с были присоединены селение Ябедино, посёлок МТС и санаторий имени Чехова упразднённого Искровского с/с.
14 июня 1954 года к Лучинскому с/с был присоединён Никулинский с/с.
7 декабря 1957 года Истринский район был упразднён и Лучинский с/с был передан в Красногорский район.
30 декабря 1959 года к Лучинскому с/с был присоединён Вельяминовский с/с.
18 августа 1960 года Лучинский с/с был передан в восстановленный Истринский район.
31 июля 1962 года к Лучинскому с/с был присоединён Давыдовский с/с.
1 февраля 1963 года Истринский район был упразднён и Лучинский с/с вошёл в Солнечногорский сельский район.
27 апреля 1963 года из Лучинского сельсовета в черту города Истра были переданы селения Макруша, Полево и Сычёвка, посёлки железнодорожных станций Истра и Новоиерусалимская, посёлок и территория ВНИИЭМ, посёлок «Рабочий кооператив», жилые дома по улицам Ленина и Пушкина.
11 января 1965 года Лучинский с/с был возвращён в восстановленный Истринский район.
30 мая 1978 года в Лучинском с/с было упразднено селение Бутырки.
3 февраля 1994 года Лучинский с/с был преобразован в Лучинский сельский округ.
2 марта 2001 года в Лучинском с/о был упразднён посёлок Мехколонны № 52.
В ходе муниципальной реформы 2004—2005 годов Лучинский сельский округ прекратил своё существование как муниципальная единица. При этом деревни Вельяминово и Трусово были переданы в городское поселение Истра; деревни Высоково и Качаброво — в сельское поселение Ивановское, а остальные населённые пункты — в сельское поселение Лучинское.
29 ноября 2006 года Лучинский сельский округ исключён из учётных данных административно-территориальных и территориальных единиц Московской области.